# Volvariella bombycina
Volvariella bombycina, también conocido como volvaria sedosa, es un hongo basidiomiceto de la familia Pluteaceae. Es una especie saprofita, no muy frecuente, que crece sobre materias en descomposición, raíces y troncos de diferentes especies de árboles caducifolios. Suele crecer sobre ramas muertas de manzanos, a un par de metros de altura. La seta, o cuerpo fructífero, aflora desde finales de primavera hasta mediados de otoño. El basónimo de esta especie es Agaricus bombycinus Schaeff. 1774, y su epíteto específico, bombycina, deriva de bombyx, "gusano de seda", y hace referencia al aspecto sedoso del sombrerillo. Es comestible, aunque bastante escasa y de sabor no demasiado agradable.

## Descripción
La seta, o cuerpo fructífero, de este hongo presenta un sombrero entre 8 y 20 centímetros de diámetro, y es de color blanco —de color amarillo claro en la var. flaviceps—, cubierto de fibras sedosas, que le confieren un aspecto lanoso muy característico. En ejemplares jóvenes, el sombrero tiene forma ovoide o acampanada. Más tarde el sombrero se extiende, adquiriendo una forma convexa. Las láminas son libres, muy tupidas, anchas y ventrudas, de color blanco al principio, y toman un color rosáceo más tarde y color carne a la vejez. El pie es liso y de color claro, mide entre 8 y 15 centímetros de longitud y entre 1 y 1,5 de diámetro, algo más fino cerca del sombrerillo. No tiene anillo y presenta una gran volva. La esporada es rosada y su carne es blanca, blanda y de sabor parecido al del rábano.

## Variedades
Se distinguen las siguientes variedades de Volvariella bombycina:
- V. bombycina var. bombycina (Schaeff.) Singer 1951
- V. bombycina var. ciliatomarginata Desjardin & Hemmes 2001
- V. bombycina var. flaviceps (Murrill) Shaffer 1957
- V. bombycina var. microspora Dennis 1961
- V. bombycina var. palmicola (Beeli) Shaffer 1963